# Giorgio Bo
Giorgio Bo (* 4. Februar 1905 in Sestri Levante, Provinz Genua; † 19. Januar 1980 in Rom) war ein italienischer Politiker der Democrazia Cristiana (DC), der unter anderem von 1948 bis 1976 Mitglied des Senats (Senato della Repubblica) sowie mehrmals Minister war.

## Leben
Giorgio Bo war nach einem Studium der Rechtswissenschaften als Rechtsanwalt und Hochschullehrer tätig. Er engagierte sich in der Kommunalpolitik als Mitglied des Stadtrates von Genua. Am 18. April 1948 wurde er Democrazia Cristiana (DC) erstmals zum Mitglied des Senats (Senato della Repubblica) gewählt. Er fungierte in der zweiten Legislaturperiode zwischen dem 25. Juni 1953 und dem 18. Mai 1957 als Vizepräsident des Senats.
Im Kabinett Zoli bekleidete Bo in der zweiten Legislaturperiode vom 19. Mai 1957 bis zum 30. Juni 1958 das Amt des Minister für staatliche Beteiligungen (Ministro delle partecipazioni statali) und war als solcher zugleich Mitglied des Ministerausschusses für Arbeiten von besonderem öffentlichen Interesse in Mittel- und Norditalien. Im darauf folgenden Kabinett Fanfani II bekleidete er in der dritten Legislaturperiode zwischen dem 1. Juli 1958 und dem 14. Februar 1959 das Amt als Minister für Industrie und Handel (Ministro dell’industria e del commercio). Danach war er im Kabinett Segni II vom 15. Februar 1959 bis zum 24. März 1960 sowie im Kabinett Tambroni zwischen dem 25. März und dem 11. April 1960 Minister ohne Geschäftsbereich für die Reform der öffentlichen Verwaltung (Ministro senza portafoglio per la riforma della pubblica amministrazione). Im Anschluss fungierte er vom 11. Mai bis zum 25. Juli 1960 kurzzeitig als Vorsitzender des Senatsausschusses für öffentlichen Unterricht und schöne Künste (6ª Commissione permanente (Istruzione pubblica e belle arti)). Im Kabinett Fanfani III war er zwischen dem 26. Juli 1960 und dem 20. Februar 1962 erneut Minister für staatliche Beteiligungen und hatte dieses Ministeramt vom 21. Februar 1962 bis zum 20. Juni 1963 auch im Kabinett Fanfani IV inne.
Das Amt als Minister für staatliche Beteiligungen übernahm Giorgio Bo in der vierten Legislaturperiode vom 21. Juni bis zum 3. Dezember 1963 im Kabinett Leone I, zwischen dem 4. Dezember 1963 und dem 21. Juli 1964 im Kabinett Moro I, vom 22. Juli 1964 bis 22. Februar 1966 im Kabinett Moro II sowie zwischen dem 23. Februar 1966 und dem 23. Juni 1968 im Kabinett Moro III. Während der fünften Legislaturperiode war er im Kabinett Leone II vom 24. Juni bis 11. Dezember 1968 abermals Minister für staatliche Beteiligungen. Im Kabinett Rumor II fungierte er zwischen dem 5. August 1969 und dem 26. März 1970 als Minister ohne Geschäftsbereich für die Koordinierung der Initiativen für wissenschaftliche Forschung und Technologie (Ministro senza portafoglio per il coordinamento delle iniziative per la ricerca scientifica e tecnologica).